# Hypselistes acutidens
Hypselistes acutidens är en spindelart som beskrevs av Gao, Sha och Zhu 1989. Hypselistes acutidens ingår i släktet Hypselistes och familjen täckvävarspindlar. Inga underarter finns listade i Catalogue of Life.